# Поле золотой парчи

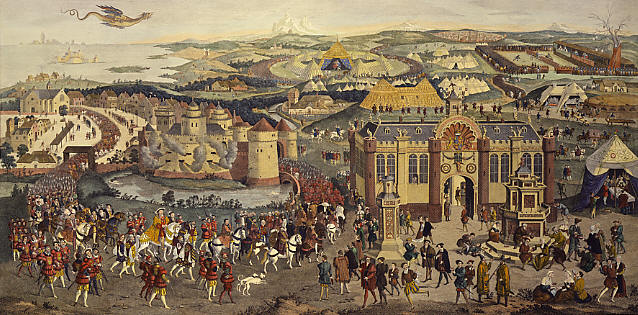
«Поле золотой парчи», гравюра Бэзир, Джеймс 1774 года по картине XVI века

«Поле золотой парчи», «Лагерь золотой парчи» (англ. Field of the Cloth of Gold, фр. Le Camp du Drap d'Or) — прозвание, которое получило место мирных переговоров Франциска I Французского и Генриха VIII Английского, проходивших с 7 июня по 24 июня 1520 года, и сама эта встреча из-за необыкновенной роскоши свиты обоих королей. Находится в Баленгеме, между Гином и Ардром, неподалёку от Кале (современная Франция, тогда территория английской короны).
Варианты русского перевода: Долина золотой парчи, Златотканый Лагерь, Златотканое Поле, Лагерь или Поле из золотой парчи.

## Причины встречи

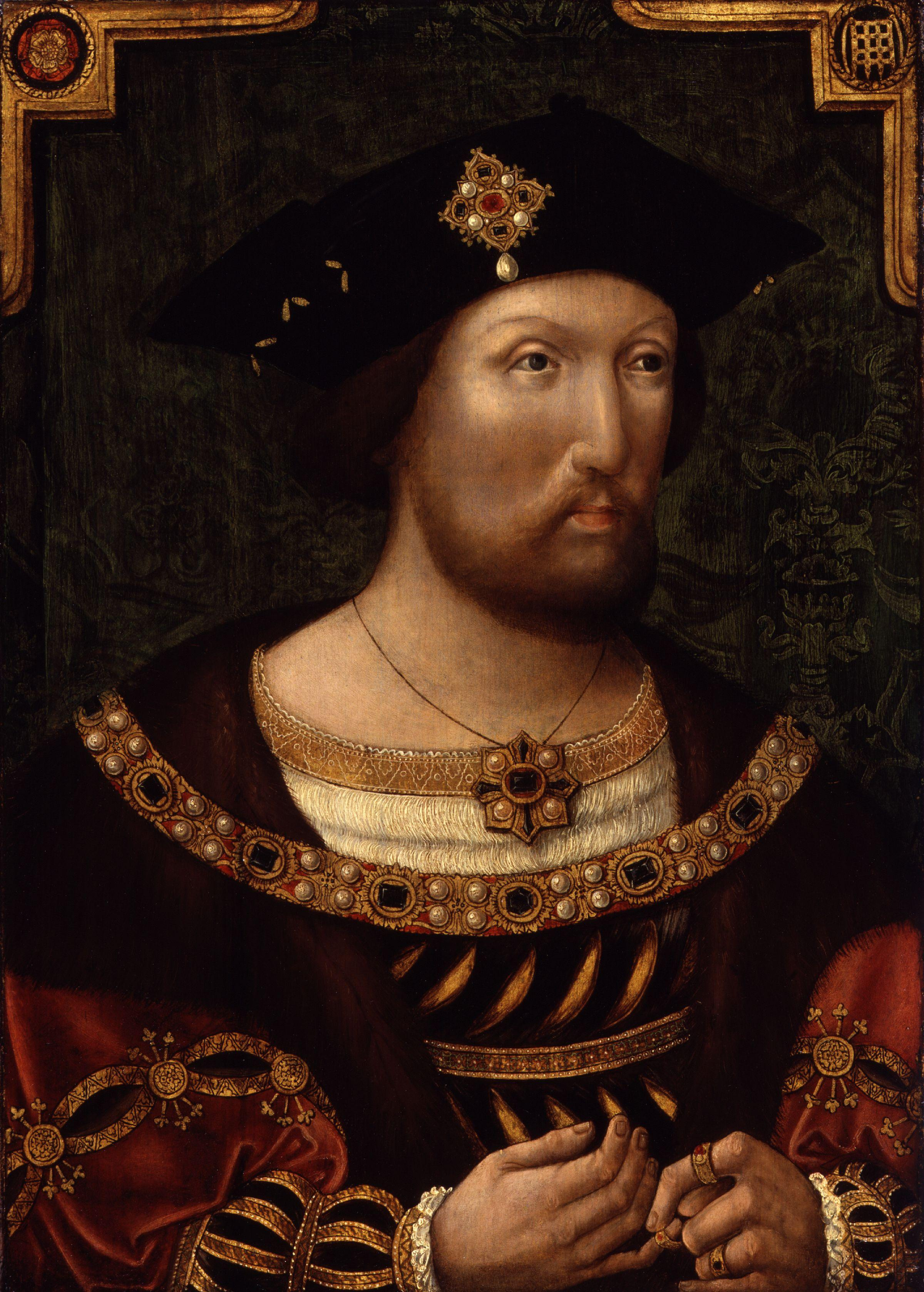
Король Генрих VIII Тюдор, портрет работы неизвестного художника, ок. 1520 года. Из коллекции Национальной портретной галереи в Лондоне

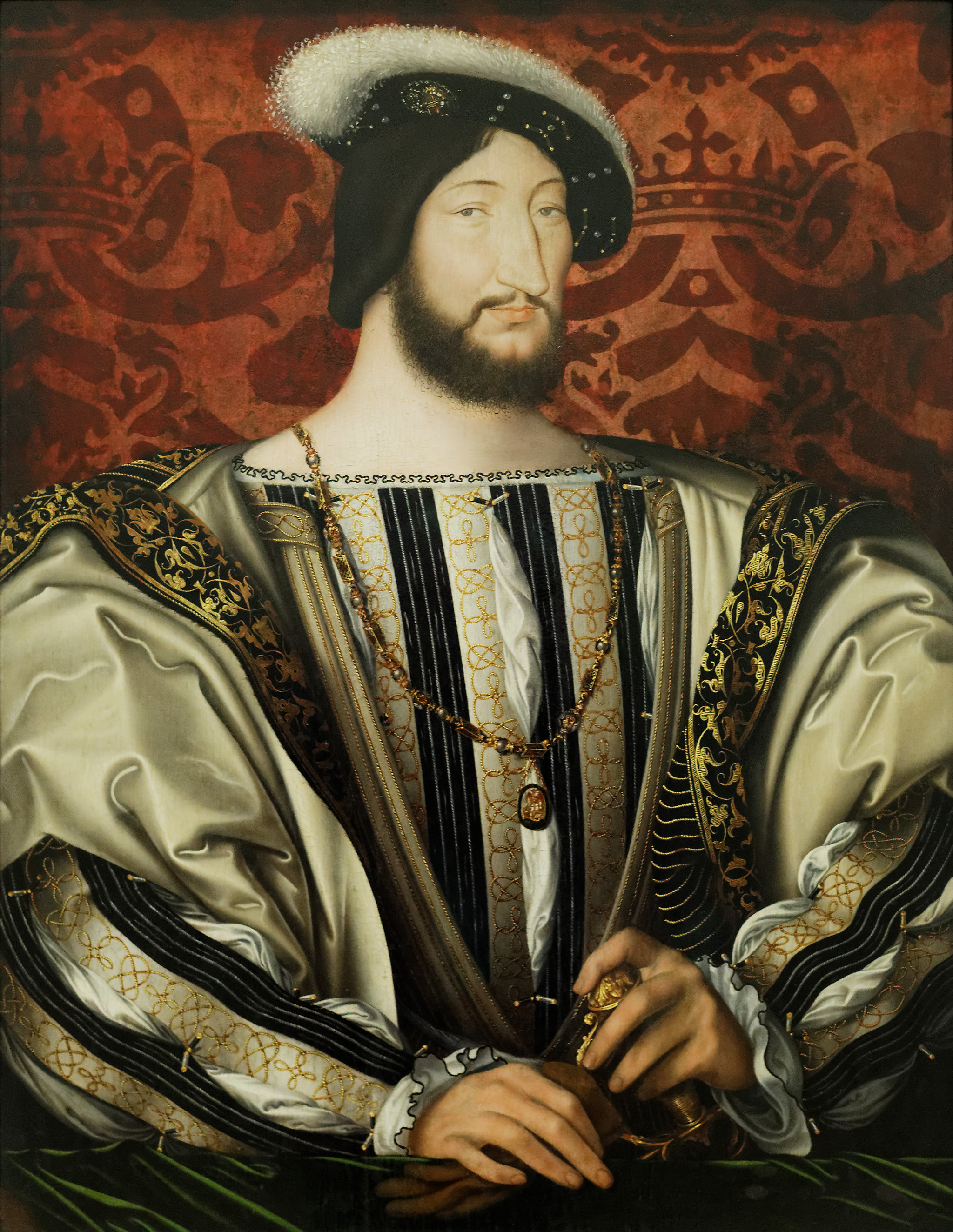
Король Франциск I Валуа, портрет работы Жана Клуэ, ок. 1527—1530 годов. Из коллекции Луврского музея

В начале XVI века за власть над Европой боролись две главные силы — Франция и Габсбургская империя Карла V. Англия, в то время не достигшая своего грядущего могущества, расценивалась ими как потенциальный союзник, с целью чего она проводила различные дипломатические действия, желая повышения своей значимости. В 1518 году был подписан Лондонский договор — пакт, заключённый главными европейскими силами с целью воспрепятствовать Оттоманской империи углубиться в Южную Европу, этим же годом датируется англо-французский союз. Незадолго до встречи с Франциском I на Поле золотой парчи король Англии ездил также в Нидерланды встретиться с императором (и ещё раз встретится с ним в Кале после Поля). Франциск же искал союзников против императора Карла.

## Встреча
Оба правителя — Генрих VIII и Франциск I — желали быть воспринимаемыми в качестве ренессансных Государей. Мировоззрение этой эпохи состояло в том, что сильный правитель мог выбрать мир с позиции силы. Данная встреча была назначена для того, чтобы продемонстрировать, насколько великолепным мог быть каждый из их дворов, чтобы это стало базисом для взаимного уважения и мира между двумя нациями, которые были традиционными врагами. Вдобавок, оба короля были практически ровесниками и обладали достаточно своеобразной и сходной репутацией, так что сюда почти наверняка примешивалось и обычное человеческое любопытство.
Отбыв из Кале, Генрих добрался до своей ставки в Гине 4 июня 1520 года, в то время как Франциск обосновался в Ардре. После того как кардинал Томас Уолси нанёс визит королю Франции, оба монарха проследовали на поле, находящееся посредине между их штаб-квартирами 7 июня.

### Дух встречи
Все было организовано таким образом, чтобы подчеркнуть равноправие обеих сторон. Местом для встречи была выбрана долина на самом краю английских территорий, у Кале. Территория была особо благоустроена, чтобы обе стороны расположились на возвышениях одинаковой высоты. Все мероприятие было распланировано и осуществлено кардиналом Уолси, который в качестве папского легата обладал большими полномочиями и, вдобавок, был обаятельным и красноречивым дипломатом.
Каждый из монархов пытался превзойти другого великолепием своих палаток и одеяний, пышностью пиров, музыкой, турнирами и играми. На палаточный городок и костюмы ушло так много дорогостоящей золотой парчи, что она дала название этим переговорам.
После четырёхдневного путешествия королевский кортеж достиг обширной равнины, на которой уже были установлены 300 шатров из затканной золотом и серебром материи. Весь этот лагерь представлял собой грандиозное зрелище. Настоящие дворцы, только из ткани, образовали целый сказочный город, который точно из-под земли вырос. Между этими воздушными сооружениями прохаживались французские сеньоры, которые, желая поразить Генриха VIII, разоделись так пышно, что, по словам историка, несли «у себя на плечах свои мельницы, леса и луга». (Ги Бретон)

#### «Дворец» Генриха

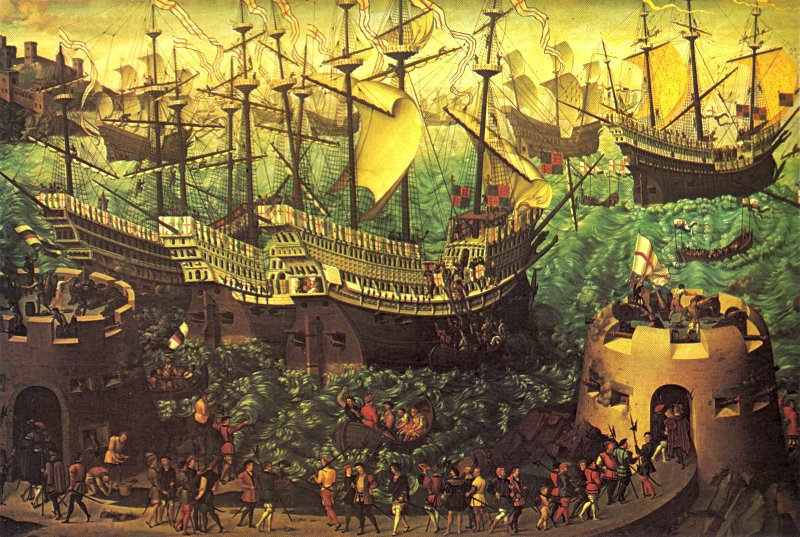
«Погрузка Генриха VIII на корабли в Дувре».

Для обустройства обоих королей и их свит были сделаны колоссальные приготовления, в особенности Генрих VIII не ограничивал себя ни в чём, чтобы на этой встрече произвести впечатление на остальных европейцев. Прежде всего, для него был возведен временный «замок» Гидэ (Guides), занимавший площадь ок. 10 тыс. м². Он был четырёхугольным с центральным внутренним двором (каждая сторона 91 м). Единственным серьёзным строительным материалом был кирпич, пошедший на возведение фундамента в 2 метра высотой. Над фундаментом возвышались 10-метровые стены, сделанные из ткани и покоящиеся на опорных деревянных столбах. Холст был расписан под камень или кирпич. «Крыша» была изготовлена из пропитанной ткани, также расписанной — под металлическую и сланцевую кровлю.
Источники особенно отмечают большое количество стекла, благодаря которому гости ощущали себя не в замкнутом пространстве, а будто под открытым небом. «Дворец» был украшен самым роскошным образом, с обилием золотых орнаментов. Из двух фонтанов, расположенных снаружи, текло красное вино. В часовню вмещалось 35 священнослужителей. Деревянный потолок одной из этих палаток позже был установлен в Новой Часовне Айтем Моута, где его можно видеть и сегодня.

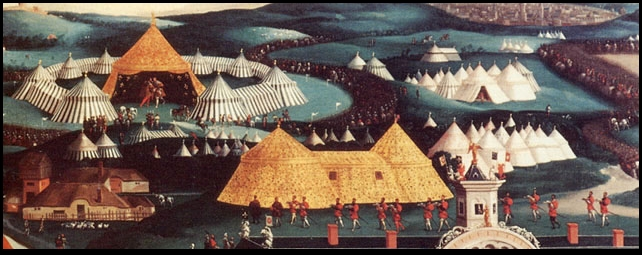
«Поле золотой парчи» (фрагмент).

### Празднества
Вокруг «дворца» было возведено около 2800 палаток для менее знатных персон, и весь лагерь представлял собой одно из самых красочных зрелищ. Великолепно одетые дамы и кавалеры щеголяли своими одеяниями, воскрешая уже практически ушедшие славные и безумные традиции века рыцарства, рассекая толпы шутов, нищих и торговцев. Некоторое представление о размере свиты Генриха может дать факт, что за один месяц ею было потреблено в пищу 2200 голов скота.
Дни, проведённые на «Поле золотой парчи», были заполнены турнирами, (в которых принимали участие и оба короля), банкетами, где Генрих и Франциск развлекали королев друг друга; множество других развлечений включали соревнования по стрельбе из лука и борьбу между бретонскими и английскими бойцами.
Это был последний парад средневекового рыцарства.
За музыкальное сопровождение французского двора отвечал, вероятнее всего, известный композитор Жан Мутон.
Но Генрих и Франциск так и не стали друзьями. Король Англии пытался превзойти Франциска как в демонстрации богатства, так и в хитрости и дипломатической ловкости. Полагаясь на свою огромную физическую силу, Генрих неожиданно вызвал короля Франции на борцовский поединок. Франциск провел захват и бросил противника на землю. Хотя праздники продолжались, Генрих не смог простить сопернику личного унижения и продолжал искать других союзников.

### Завершение встречи
24 июня кардинал Уолси отслужил мессу (день Тела Христова). Месса была прервана из-за загадочного происшествия: над собранием пролетел дракон (или саламандра). Суеверные люди увидели в этом дурное предзнаменование, хотя скорее всего это был фейерверк или оторвавшийся воздушный змей. Проповедь на церемонии прочел Ричард Пэйс (друг Эразма Роттердамского), кардинал Уолси дал всем присутствующим отпущение грехов.

### Итоги
Несмотря на то, что эта встреча произвела очень большое впечатление на современников, её политические последствия были ничтожными. Цель — закрепление дружбы между двумя монархами после заключённого двумя годами ранее мира — достигнута не была. Франциск, несмотря на свои старания, не смог полностью отвратить Англию от союза со своим врагом Священной Римской империей. Помолвка французского дофина Франсуа и английской принцессы Марии (будущей Марии Кровавой), которым тогда было 2 и 4 года соответственно, не была подтверждена.
Спустя два месяца Генрих VIII заключил альянс с императором Карлом V, и через два года война с французами возобновилась.
Кроме того, затраты на праздники были так велики, что казна обоих государств ушла в дефицит на несколько следующих лет.
Вторая и последняя личная встреча Генриха VIII и Франциска I состоялась в октябре 1532 в Булони и Кале.

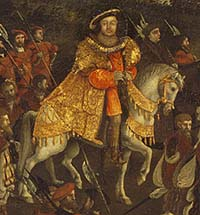
Фрагмент гравюры с изображением Генриха VIII.

## Интересные факты
Современники[кто?] рассказывали, что главной проблемой для английского короля перед встречей стала его внешность: он никак не мог решить, как он выглядит лучше — с бородой или бритым. Поначалу он уступил доводам королевы Екатерины и побрился. Но, едва сделав это, пожалел об этом поступке и до отъезда на континент успел отрастить бороду. Роскошная каштановая борода Генриха VIII произвела во Франции огромное впечатление[уточнить].
Солецизм «Field of Cloth of Gold» используется в английском языке по меньшей мере с XVIII в.

### В искусстве
Две 12-метровые картины в Queen’s collection at Hampton Court:
- «The Embarkation of Henry VIII at Dover» — Генрих садится на корабли в Англии
- «The Field of the Cloth of Gold»

Данное событие было показано в сериале «Тюдоры» (Ирландия).